# Thoreau Tennis Open
Il Thoreau Tennis Open è un torneo professionistico di tennis giocato sul cemento del The Thoreau Club di Concord negli Stati Uniti d'America dal 2019. Fa parte della categoria WTA 125 dal 2021.

## Albo d'oro

### Femminile

#### Singolare
| Anno | Categoria                             | Campionessa                           | Finalista                             | Punteggio                             |
| ---- | ------------------------------------- | ------------------------------------- | ------------------------------------- | ------------------------------------- |
| 2019 | ITF $60,000                           | Caroline Dolehide                     | Ann Li                                | 6–3, 7–5                              |
| 2020 | Annullato per pandemia di Coronavirus | Annullato per pandemia di Coronavirus | Annullato per pandemia di Coronavirus | Annullato per pandemia di Coronavirus |
| 2021 | WTA 125                               | Magdalena Fręch                       | Renata Zarazúa                        | 6–3, 7–6(4)                           |
| 2022 | WTA 125                               | Coco Vandeweghe                       | Bernarda Pera                         | 6–3, 5–7, 6–4                         |
| 2023 | Non disputato                         | Non disputato                         | Non disputato                         | Non disputato                         |

#### Doppio
| Anno | Categoria                             | Campionesse                           | Finaliste                             | Punteggio                             |
| ---- | ------------------------------------- | ------------------------------------- | ------------------------------------- | ------------------------------------- |
| 2019 | ITF $60,000                           | Angela Kulikov Rianna Valdes          | Elizabeth Halbauer Ingrid Neel        | 7–6(3), 4–6, [17–15]                  |
| 2020 | Annullato per pandemia di Coronavirus | Annullato per pandemia di Coronavirus | Annullato per pandemia di Coronavirus | Annullato per pandemia di Coronavirus |
| 2021 | WTA 125                               | Peangtarn Plipuech Jessy Rompies      | Usue Maitane Arconada Cristina Bucșa  | 3–6, 7–6(5), [10–8]                   |
| 2022 | WTA 125                               | Varvara Flink Coco Vandeweghe         | Peangtarn Plipuech Moyuka Uchijima    | 6–3, 7–6(3)                           |
| 2023 | Non disputato                         | Non disputato                         | Non disputato                         | Non disputato                         |